# Barrona
Genre
Barrona est un genre d'opilions laniatores de la famille des Manaosbiidae.

## Distribution
Les espèces de ce genre sont endémiques du Panama.

## Liste des espèces
Selon World Catalogue of Opiliones (21/09/2021) :
- Barrona felgenhaueri Townsend, Milne & Proud, 2011
- Barrona williamsi Goodnight & Goodnight, 1942

## Publication originale
- Goodnight & Goodnight, 1942 : « Phalangida from Barro Colorado Island, Canal Zone. » American Museum Novitates, no 1198, p. 1–18 (texte intégral).